# Woodside (Cumbria)
Woodside is een civil parish in het bestuurlijke gebied Allerdale, in het Engelse graafschap Cumbria. In 2001 telde het dorp 516 inwoners.